# غافين فري
غافين فري (بالإنجليزية: Gavin Free)‏ هو يوتيوبي وكاتب سيناريو ومنتج أفلام ومخرج بريطاني، ولد في 23 مايو 1988 في هيلينغدون ‏ في المملكة المتحدة.

## وصلات خارجية
- غافين فري على موقع IMDb (الإنجليزية)
- غافين فري على موقع ألو سيني (الفرنسية)
- غافين فري على موقع أول موفي (الإنجليزية)
- غافين فري على موقع قاعدة بيانات الفيلم (الإنجليزية)
- غافين فري على موقع كينوبويسك (الروسية)
- غافين فري على موقع ANN person (الإنجليزية)